# Marie L. Lindberg
Marie Louise Lindberg(-Smith), née en 1918 et morte en 2005, est une minéralogiste américaine.
Elle a travaillé à l'Institut d'études géologiques des États-Unis (United States Geological Survey ou USGS).
Avec Wilbert Henry Hass, elle a publié sur leur composition chimique en apatite fluorée et sur l'orientation des cristaux dans les éléments de conodontes[incompréhensible], dans un article paru en 1946.

## Publications
- (en) Wilbert H. Hass et Marie L. Lindberg, « Orientation of the Crystal Units of Conodonts », Journal of Paleontology, Society for Sedimentary Geology, vol. 20, no 5,‎ septembre 1946, p. 501-504 (JSTOR 1299278).